# (100761) 1998 FT10
(100761) 1998 FT10 es un asteroide perteneciente al cinturón de asteroides descubierto el 24 de marzo de 1998 por el equipo del OCA-DLR Asteroid Survey desde el Sitio de Observación de Calern, Caussols, Francia.

## Designación y nombre
Designado provisionalmente como 1998 FT10.

## Características orbitales
1998 FT10 está situado a una distancia media del Sol de 2,329 ua, pudiendo alejarse hasta 2,792 ua y acercarse hasta 1,867 ua. Su excentricidad es 0,198 y la inclinación orbital 6,957 grados. Emplea 1298,80 días en completar una órbita alrededor del Sol.

## Características físicas
La magnitud absoluta de 1998 FT10 es 16,2.